# パセオ (宇都宮市)

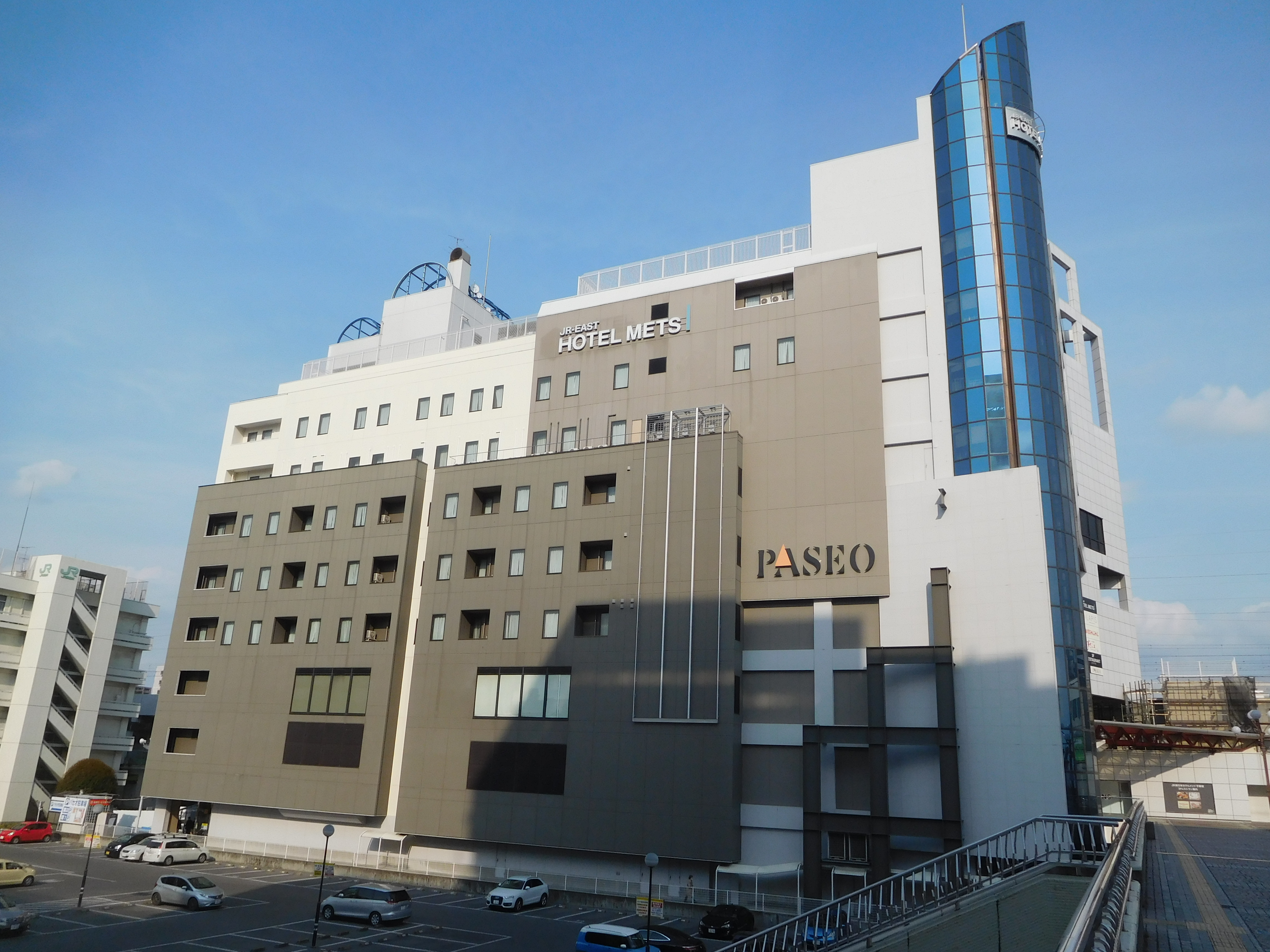
パセオ（2020年4月）

パセオは、栃木県宇都宮市にある東日本旅客鉄道（JR東日本）宇都宮駅の駅ビル。株式会社アトレが経営し、宇都宮ステーション開発株式会社が運営している。

## 概要
1974年に「ラミア」として暫定開業、1980年に全面開業した。その後1990年12月に増築し、現名称に改称した。2004年に宇都宮駅コンコース改装に伴い新館相当の「Glassbox」を開設し、宇都宮餃子を中心とする飲食店とNEW DAYSなどが入居した。その後、2014年12月に「Glassbox」は「とちぎグランマルシェ」としてリニューアルオープン。
2011年3月末をもって駅ビル部分を全面改装のため駅ビルのフロアは完全休業し改装工事に入り、同年11月にそれまで物販・レストランが営業していた4階以上をホテルへ転換する旨を正式発表した。2012年4月に駅ビル部分の売場を3階までと実質縮小する形でリニューアルオープンするとともに、上階は「ホテル アール・メッツ宇都宮」（現・JR東日本ホテルメッツ宇都宮）として開業した。2020年9月にはパセオ西口1階がFOOD HALLとしてリニューアル。2021年4月にはゴンチャ、PLAZA、muji.comが開業。

## 施設概要
- 建物
  - 地上9階建て（商業ビル「パセオ」）
  - 宇都宮駅1階コンコースおよび2階コンコース（とちぎグランマルシェ）も売場区画としている。
- 営業時間
  - ショッピングフロア（1階〜2階）10:00〜20:00
  - 1階のレストラン・カフェ、ファストフード、パセオ、とちぎグランマルシェ内各店舗は、店毎に営業時間が異なる

## フロア
駅舎ビル1・2階と、隣接する商業ビル「パセオ」1・2階はそれぞれ同一平面上で繋がっている。
- 商業ビル「パセオ」
  - 4〜9階　JR東日本ホテルメッツ宇都宮（客室）
  - 3階 レストラン、カフェ、JR東日本ホテルメッツ宇都宮（フロント）
  - 2階 ファッション、服飾雑貨、生活雑貨、コスメショップ、書籍、リラクゼーション、メガネ、寝具、ネイルショップ、スマートフォン修理、カフェ、パセオ事務所
  - パセオ、とちぎグランマルシェ（餃子飲食店、コンビニエンスストア、洋菓子、土産品、ベーカリー、服飾雑貨）
  - 1階 えきの市場、惣菜、和洋菓子、ドラッグストア、フードコート、カフェ、レストラン、ファーストフード、ベーカリー、グローサリー、洋服仕立て直し、クリーニング

## 主なショップ
総テナント数は89店舗
- LAPIS（レストラン） 3階
- 宇都宮みんみん（餃子） 3階
- すしざんまい（寿司） 3階
- えきの市場（JA直売所、精肉、鮮魚、グローサリー） 1階
- SM2（ファッション） 2階
- 靴下屋（靴下）2階
- 八重洲ブックセンター（書籍） 2階
- 宇都宮餃子館（餃子） 2階 とちぎグランマルシェ
- 宇味家（餃子） 2階 とちぎグランマルシェ
- ロッテリア（ファーストフード） 2階 とちぎグランマルシェ
- とちぎ県産品センター（お土産、名産品） 2階 とちぎグランマルシェ
- NewDays（コンビニエンスストア） 2階 とちぎグランマルシェ
- JINS（メガネ） 2階
- 丸亀製麺（飲食） 1階
- マツモトキヨシ（ドラッグストア） 1階
- 成城石井（グローサリー） 1階
- 築地銀だこ（飲食） 1階
- スターバックスコーヒー（喫茶、カフェ） 1階
- タリーズコーヒー2ヶ所 2階
- リトルマーメイド（ベーカリー&カフェ） 1階
- 味噌と餃子の店 青源 1階
- ゴンチャ（カフェ） 2階
- PLAZA（雑貨、コスメ） 2階
- muji.com（生活雑貨） 2階
- インフォメーション（館内案内、商品券販売） 2階

## その他
- 一部の店舗を除き、全館で電子マネーSuicaの利用が可能。